# Maria Ludovica de Austria-Este
Maria Ludovika de Austria-Este (germană Maria Ludovika Beatrix von Modena) (n. 14 decembrie 1787, Monza, Ducatul Milanului – d. 7 aprilie 1816, Verona, Italia) a fost fiica Arhiducelui Ferdinand de Austria-Este  (1754–1806) și a soției sale, Maria Beatrice Ricciarda d'Este (1750–1829). A fost membră a Casei de Austria-Este, o ramură a Casei de Habsburg-Lorena.
A murit de tuberculoză la 28 de ani.

## Arbore genealogic
1. 1 2  Marie Ludovika Erzherzogin von Österreich-Este, The Peerage, accesat în 9 octombrie 2017
2. 1 2  Habsburg, Maria Ludovica Beatrix von Este (BLKÖ)[*] Verificați valoarea |titlelink= (ajutor)